# Tellecey
Tellecey is een gemeente in het Franse departement Côte-d'Or (regio Bourgogne-Franche-Comté) en telt 134 inwoners (1999). De plaats maakt deel uit van het arrondissement Dijon.

## Geografie
De oppervlakte van Tellecey bedraagt 5,1 km², de bevolkingsdichtheid is 26,3 inwoners per km².
De onderstaande kaart toont de ligging van Tellecey met de belangrijkste infrastructuur en aangrenzende gemeenten.

## Demografie
Onderstaande figuur toont het verloop van het inwonertal (bron: INSEE-tellingen).